# Tiszanána
Tiszanána je vas na Madžarskem, ki upravno spada pod podregijo Hevesi Županije Heves.